# Mariëtte Aerts
Mariëtte Aerts (Utrecht, 12 november 1962) is een Nederlandse schrijfster van jeugdboeken.

## Biografie
Mariëtte Aerts groeide op in Utrecht, waar ze is geboren als jongste in een gezin van vier kinderen. Na de Vrije School in Zeist ging ze een jaar naar de sociale academie in Culemborg maar later koos ze toch voor de Utrechtse HKU, waar ze grafische vormgeving en illustratie deed. Via het illustreren van kinderversjes kwam ze op het idee een jeugdboek te schrijven en dat zelf te illustreren. Dat werd haar debuut De Viezerik, dat in 1996 bij uitgeverij De Vier Windstreken verscheen.
Aanvankelijk illustreerde ze haar verhalen zelf en schreef ze voor een wat jonger publiek (10-11 jaar) maar gaandeweg veranderden de kinderboeken in steeds dikkere jeugdboeken. Het laatste boek dat ze zelf illustreerde, is het in 2003 verschenen Koet en Hoen. Sinds het in 2005 verschenen Heksenhei worden de omslagen van haar boeken verzorgd door grafisch ontwerper JeRoen Murré.
Sinds 2003 besteedt ze al haar tijd aan het schrijven van jeugdboeken. Naast het schrijven van haar eigen verhalen vertaalt Mariëtte Aerts af en toe voor haar uitgever jeugd-of prentenboeken van Nederlands naar Engels of andersom.
In 2008 verscheen het eerste deel van Aerts' eerste Fantasy-trilogie Het huis Elfae dragans list, vervolgd door de spreukenzinger en daarna een duister gilde. De trilogie en haar daaropvolgende verhalen zijn gericht op zogenaamde jongvolwassenen en worden tot het genre van de jeugdfantasy gerekend.

## Vertaalde werken
Enkele van Aerts' boeken zijn vertaald:
- 2010 - Hexenheide (Duitse vertaling van Heksenhei)
- 2012 - Zwischenwelten (Duitse vertaling van Levels & levens)
- 2014 - Witching moor (Engelse vertaling van Heksenhei, e-book) ISBN 9789051163858